# Outlaws of the Lost Dynasty
Outlaws of the Lost Dynasty, également connu sous le nom de Dark Legend et de Suiko Enbu (水滸演武) au Japon, est un jeu vidéo de combat développé et édité par Data East, sorti en 1995 sur ST-V. Il a ensuite été porté sur Saturn et PlayStation. Il a ensuite été rendu accessible sur le PlayStation Store. Une version améliorée nommée Suiko Enbu: Fuunsaiki (水滸演武 風雲再起), ajoutant quelques personnages au casting est sorti quelque temps plus tard sur Saturn, uniquement au Japon.

## Système de jeu
Le système de combat se compose de 6 coups: coup de poing et coup de pied faible, moyen et fort. Chaque personnage dispose de techniques spéciales à lancer, en effectuant des quarts de cercles. Certains personnages disposent d'armes, et à l'instar de Soul Edge, ils disposent d'une jauge de durabilité. Si par malheur, cette jauge vient à se vider au maximum, le joueur se verra dépossédé de son arme, et devra finir le combat à main nue.

## Scénario
Au XIe siècle, l'Empereur de Chine organise un tournoi. Ayant du mal à gérer les tensions de son pays, il décide d'éliminer les personnes trop puissantes via ce tournoi, qui rassemble des centaines de combattants. Les onze meilleurs d'entre eux se rassemblent au pied du mont Liang Shan pour décider du vainqueur.